# Platja de la Costa Daurada
La platja de la Costa Daurada, platja de Cal Guinovart, platja de les Guineus, o platja del Francàs, és una platja del municipi de Roda de Berà (Tarragonès), que limita al sud-oest amb el port de Roda de Berà i al nord-est amb la platja del Francàs, del municipi del Vendrell. Orientada al sud-sud-est, té una longitud de 770 metres i una amplada mitjana de 66 metres, formada per sorra fina i daurada, amb un pendent d'entrada a l'aigua suau. Disposa de lavabos, passeres d'accés al mar, serveis de salvament i socorrisme, 3 camps de voleibol, 1 camp de futbol platja, i accessibilitat per persones amb mobilitat reduïda.
La platja està guardonada amb la Bandera Blava, que reconeix internacionalment la qualitat de l'aigua i serveis. L'Agència Catalana de l'Aigua efectua un control setmanal de la qualitat de l'aigua, durant la temporada de bany, amb el resultat d'excel·lent.